# Timballo

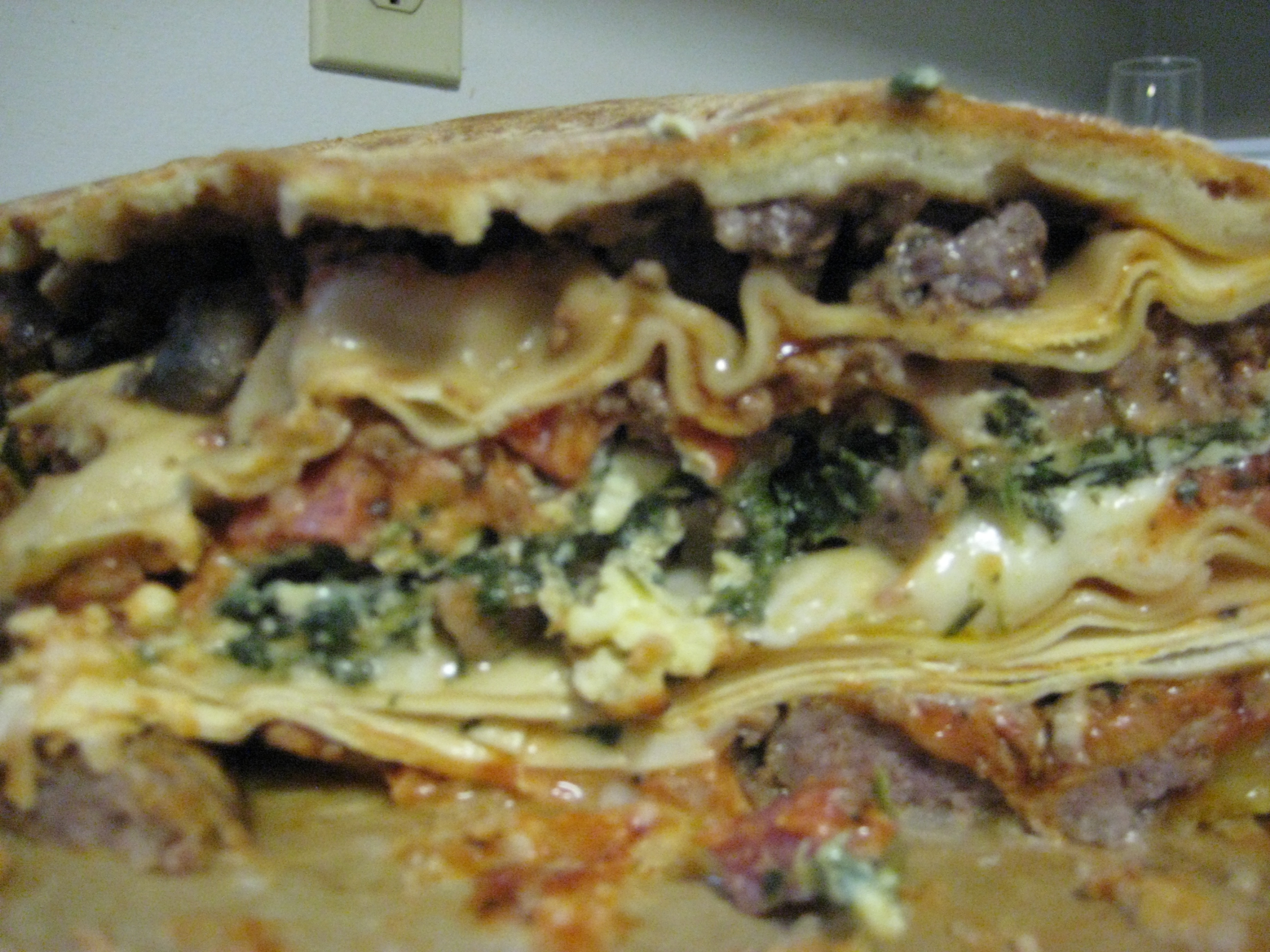
Một lát Timballo Pattadese, sáu lớp timballo

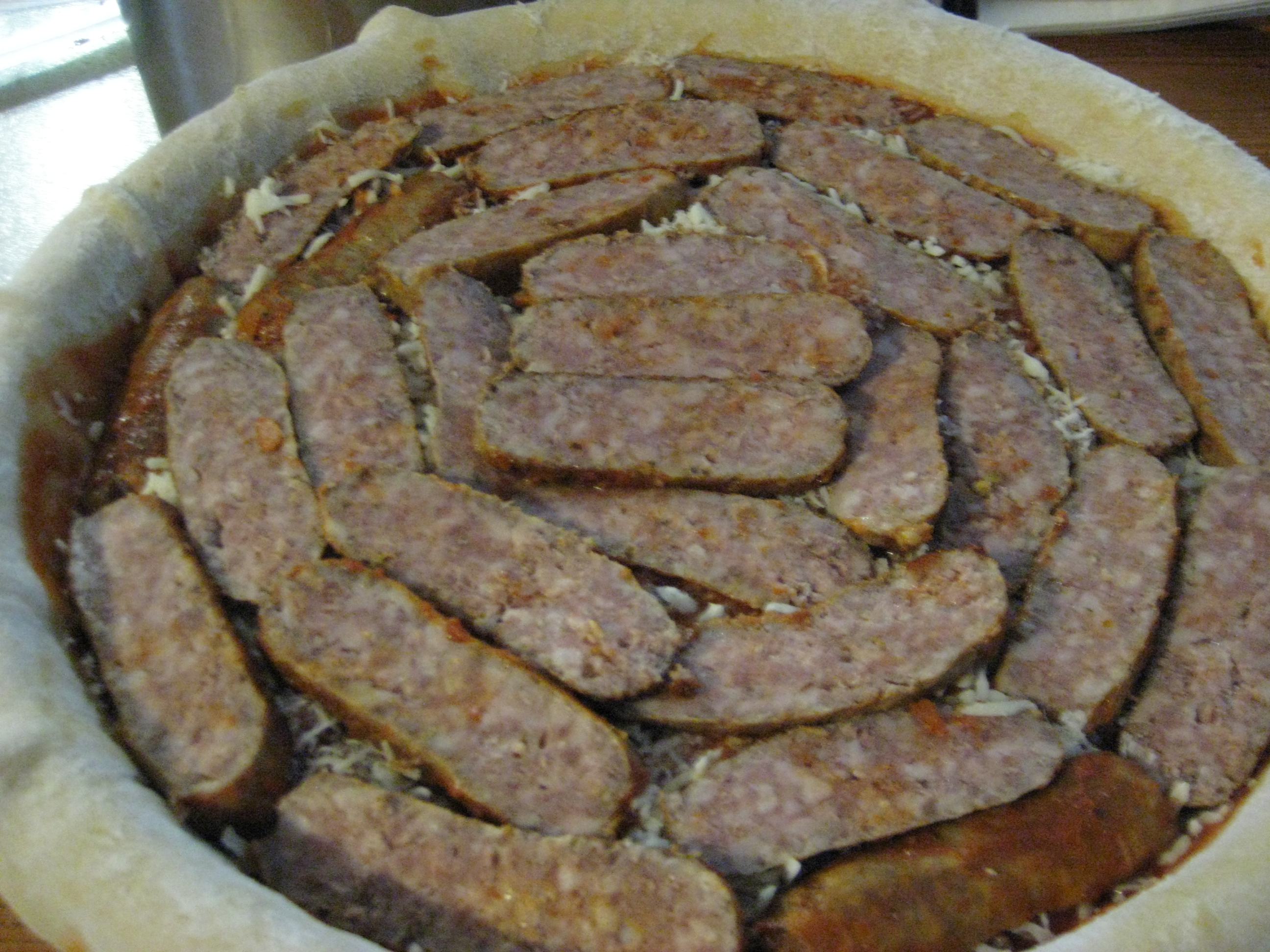
Timballo Pattadese được sản xuất

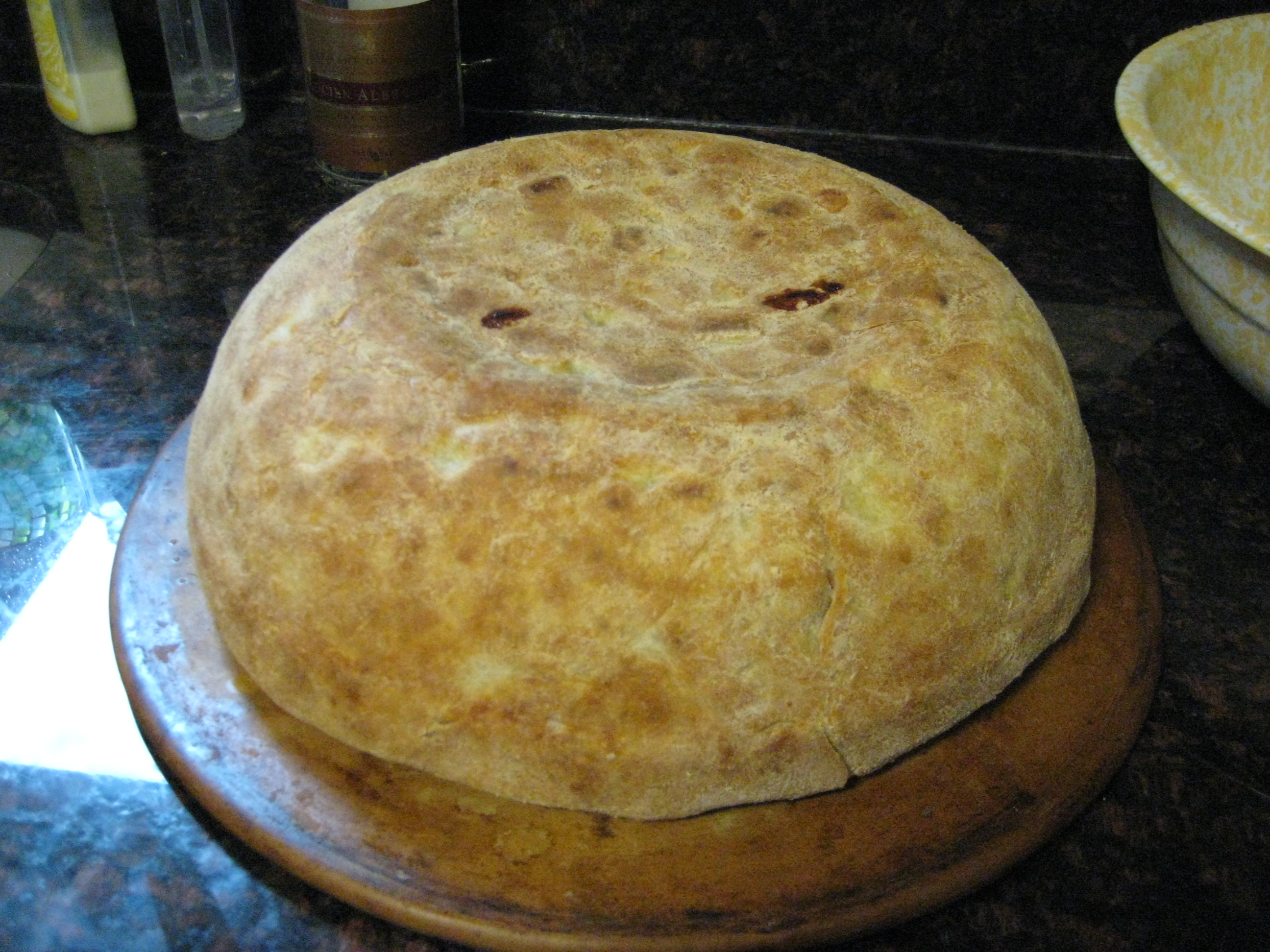
Timballo Pattadese

Timballo là một món ăn Ý bao gồm mì, lúa, hoặc khoai tây với một hoặc các thành phần khác như (pho mát, thịt cá, rau, hoặc trái cây). Một số món như Timballo Alberoni được kết hợp với mắm ruốc, nấm, bơ và pho mát, được đặt tên theo tên của ông .Món Timballo Pattadese có thịt bê và tương cà.